# Sepp Wäsche
Sepp Wäsche (Bochum, 30 novembre 1929 – Augusta, 30 giugno 2002) è stato un attore e doppiatore tedesco.

## Biografia
Wäsche fu attore presso il Augsburger Stadttheater. Nei suoi ingaggi troviamo quello presso il Augsburger Puppenkiste dove diede la sua inconfondibile voce alle rappresentazioni. Wäsche lavorò anche nelle serie televisive come L'ispettore Derrick e Der Alte. 
Sepp Wäsche muore alla fine di giugno 2002 a 72 anni a Augsburg.

## Filmografia parziale
- 1965: Das ist Stern schnuppe – Autodiebstahl
- 1967: Fernfahrer – Durchfahrt verboten
- 1968: Wirb oder stirb
- 1968: Anna Böckler
- 1973: Okay S.I.R. – Kastanien aus dem Feuer
- 1974: Gemeinderätin Schumann
- 1975: Der Kommissar: 95 Eine Grenzüberschreitung
- 1976: Inspektion Lauenstadt – Erster Klasse nach Lauenstadt
- 1976–1980: L'ispettore Derrick
- 1977: Der Weilburger Kadettenmord
- 1978–1980: Der Alte
- 1980: Tatort: Schönes Wochenende
- 1981: Tour de Ruhr – ep. 3 e 4
- 1981–1986: Polizeiinspektion 1

## Audiolibri
- 1959: Zwölftausend – Regia: Peter Arthur Stiller
- 1959: Die Spiele der Erwachsenen – Regia: Jörg Franz
- 1959: Vier Elefanten auf dem Lampenschirm – Regia: Peter Arthur Stiller
- 1959: Scherzo Diabolo – Regia: Herbert Fleischmann
- 1959: Flug in Gefahr – Regia: Jörg Franz
- 1960: Westlich der Mauer – Regia: Jörg Franz
- 1961: Die Dame filmt (7 ep.) – Regia: Albert Carl Weiland
- 1961: Polikuschka – Regia: Jörg Franz
- 1961: Die Waffe des Einhorns – Regia: Peter Arthur Stiller
- 1962: Mord in Moll, Regia: Jörg Franz
- 1962: Lester Powell: Die Dame schreibt – Regia: Albert C. Weiland – SWR)
- 1962: Woyzeck – Regia: Peter Arthur Stiller
- 1962: Nach dem dritten Tag – Regia: Hans Krendlesberger
- 1962: Iwan Matwejewitsch und das Krokodil – Regia: Jörg Franz
- 1962: Der Kardinal von Spanien – Regia: Heinz Hostnig
- 1963: Beweise im Fall Paran – Regia: Jörg Franz
- 1964: Das Geheimnis von Schloß Greifenklau – Regia: Jörg Franz

## Doppiaggi parziale
- 1970: Kleiner König Kalle Wirsch (Zoppo Trump)
- 1971: 3:0 für die Bärte (Pimpernell)
- 1972: Wir Schildbürger (Ratsherr Schopper)
- 1972: Die Steinzeitkinder (Magaluv)
- 1976: Geschichten aus Holleschitz (Poltrian)
- 1976: Jim Knopf und Lukas der Lokomotivführer (diversi)
- 1978: Lord Schmetterhemd (Onkel Bernie)
- 1980: Die Opodeldoks (Oberdeldok)
- 1985: Abdallah und sein Esel (Kadi Abdul)